# 開塔爾縣
開塔爾縣是印度的一個縣，位於該國北部，由哈里亞納邦負責管轄，面積2,317平方公里，每年平均降雨量563毫米，2011年人口1,072,861，人口密度每平方公里463人。

## 外部連結
- Kaithal district, official website

29°48′00″N 76°23′24″E / 29.80000°N 76.39000°E